# Palazzo Granducale di Lussemburgo
Il Palazzo Granducale (in lingua lussemburghese Groussherzogleche Palais, in lingua francese Palais grand-ducal, in lingua tedesca Großherzogliches Palais) è un palazzo situato all'interno della città di Lussemburgo, nel sud del Lussemburgo.  È la residenza ufficiale dei Granduchi del Lussemburgo, ed è il luogo dove vengono svolti i compiti di capo dello stato del granducato.

## Storia e descrizione

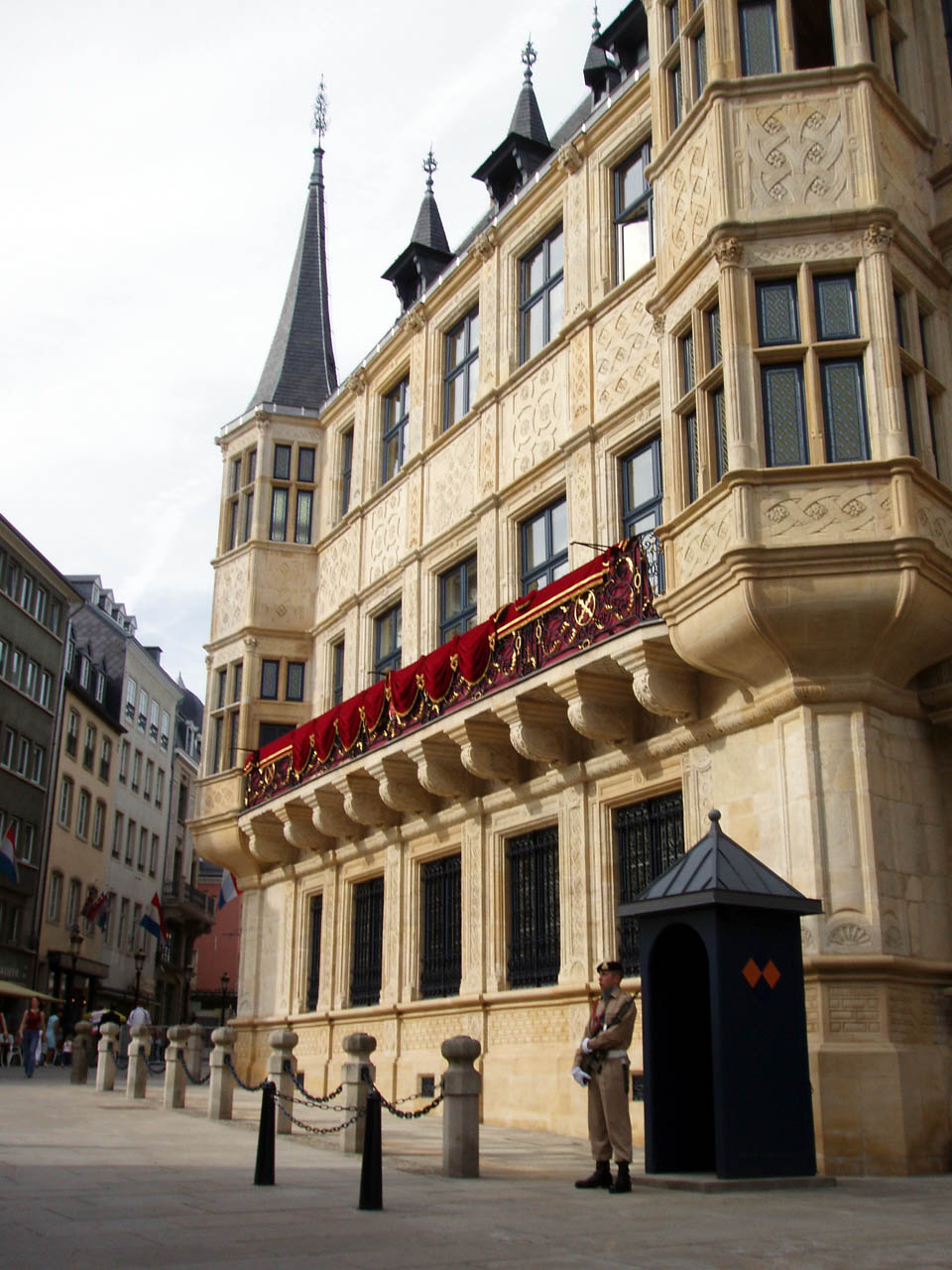
La facciata rinascimentale a torrette di Adam Roberti.

Il Palazzo, oggi granducale, era un tempo il municipio della città di Lussemburgo. Anticamente i duchi di Lussemburgo avevano abitato il castello di Lucilinburhuc, ma questo era stato abbandonato con la conquista del ducato da parte dell'Impero e l'estinzione della casata ducale. Col tempo, dunque, la città di Lussemburgo sviluppò una personale vocazione mercantile che la ravvicinò ad altri centri delle Fiandre, il che rese necessaria la costruzione di un municipio come rappresentanza comunale, simbolo dell'amministrazione e della potenza della città. Col passaggio sotto l'impero, dunque, il ducato di Lussemburgo venne governato tramite un governatore che risiedeva formalmente presso questo stesso palazzo che quindi venne eretto nel corso del XV secolo e sicuramente dopo il 1437.
L'11 giugno 1554 un fulmine colpì la vicina chiesa dei Francescani, a prossimità vi era la polveriera cittadina che subito esplose divampando un grande incendio che distrusse il municipio e causò ingenti danni alla città. Ci vollero una ventina d'anni per riparare i danni; e nel 1572, Pietro Ernesto I di Mansfeld, governatore dei Paesi Bassi spagnoli, incaricò l'architetto Adam Roberti di ricostruire il Comune. L'edificio sarà terminato già nel 1573 in stile rinascimentale di influsso fiammingo, con una facciata a rilievi serrata fra due torrette ottagonali a sporto ancora visibili.
Nel 1683-84 il palazzo subì dei danni provocati dai bombardamenti dell'assedio francese guidato dal maresciallo Vauban. I restauri furono intrapresi solo nel 1728, quando la città si risollevò economicamente. Nel 1741 vi fu aggiunta l'ala detta la Bilancia e il palazzo, da municipio diventa sede dei Tre Stati; nello stesso anno venne inoltre realizzata la ringhiera in ferro battuto del balcone frontale del palazzo. Nel 1778 al palazzo vennero aggregati i resti della vicina Nickolauskirke il cui campanile venne incluso come torretta belvedere sulla quale ancora oggi viene issata la bandiera granducale quando il sovrano è presente nel palazzo. Nel 1795, con l'annessione alla Francia, in seguito alla conquista mossa dai rivoluzionari, il palazzo diventa sede della prefettura del Dipartimento delle Foreste.
Nel 1817, in seguito al Congresso di Vienna ed alla conseguente Restaurazione che vedeva la creazione del Granducato di Lussemburgo dipendente dal Regno dei Paesi Bassi; l'edificio diventa Palazzo del Governo, dove risiede e lavora il Governatore del re Guglielmo I. In questo periodo furono acquistati vari edifici confinanti con lo scopo di costruirvi una Camera dei deputati, terminata nel 1859.
Nel 1890, con il distacco definitivo dai Paesi Bassi, il granduca Adolfo di Lussemburgo stabilì nel Palazzo la sede e residenza dei Sovrani del Lussemburgo.